# 馬國柱
馬國柱（？—1666年），中國清朝官員。遼陽人，改隸漢軍正白旗。

## 生平
天聪八年（1634年）举人，以诸生值文馆。崇德间授都察院理事官。顺治初擢升为山西巡抚、宣大总督。於1647年8月19日－1654年10月30日期間，奉旨擔任江南江西河南總督，他亦為清朝佔領兩江地區後的首任總督。顺治年间，先后平定山西、安徽、湖广、江西诸省；镇压抗清义军，击败金声桓、李成栋部和明朝军队余应柱、张名振部；招抚明鲁王部将关凯等。为官善抚兵民。加太子太保致仕。康熙三年二月，卒。

## 延伸阅读
[在维基数据编辑]
 《清史稿·卷239》，出自趙爾巽《清史稿》